# ФК «Славія» (Прага) в сезоні 1927—1928
ФК «Славія» (Прага) в сезоні 1927—1928 — сезон чехословацького футбольного клубу «Славія». У чемпіонаті Чехословаччини команда посіла друге місце. У Середньочеському кубку стала переможцем. Клуб став учасником першого розіграшу міжнародного Кубка Мітропи, де вибув у півфіналі.

## Склад команди
| № | Поз. | Нац.           | Гравець              |
| - | ---- | -------------- | -------------------- |
|   | ВР   | Чехословаччина | Франтішек Планічка   |
|   | ВР   | Чехословаччина | Йозеф Слоуп-Штаплік  |
|   | ЗХ   | Чехословаччина | Еміл Сейферт         |
|   | ЗХ   | Чехословаччина | Зденек Куммерманн    |
|   | ЗХ   | Чехословаччина | Ян Рейнхардт         |
|   | ПЗ   | Чехословаччина | Антонін Водічка      |
|   | ПЗ   | Чехословаччина | Йозеф Плетиха        |
|   | ПЗ   | Чехословаччина | Карел Чипера         |
|   | ПЗ   | Чехословаччина | Франтішек Черницький |
|   | ПЗ   | Чехословаччина | Йозеф Сухий          |
|   | ПЗ   | Чехословаччина | Франтішек Яловець    |

| № | Поз. | Нац.           | Гравець           |
| - | ---- | -------------- | ----------------- |
|   | НП   | Чехословаччина | Антонін Пуч       |
|   | НП   | Чехословаччина | Йозеф Кратохвіл   |
|   | НП   | Чехословаччина | Їндржих Шолтис    |
|   | НП   | Чехословаччина | Коломан Бобор     |
|   | НП   | Чехословаччина | Франтішек Свобода |
|   | НП   | Чехословаччина | Богуміл Йоска     |
|   | НП   | Чехословаччина | Карел Бейбл       |
|   | НП   | Чехословаччина | Вацлав Маржик     |

## Чемпіонат Чехословаччини

### Підсумкова таблиця
|   | Турнірна таблиця     | І  | В | Н | П | МЗ | МП | О  |
| - | -------------------- | -- | - | - | - | -- | -- | -- |
| 1 | Вікторія (Жижков)    | 12 | 8 | 2 | 2 | 41 | 20 | 18 |
| 2 | Славія (Прага)       | 12 | 7 | 2 | 3 | 27 | 20 | 16 |
| 3 | Спарта (Прага)       | 12 | 6 | 2 | 4 | 36 | 18 | 14 |
| 4 | Богеміанс (Прага)    | 12 | 4 | 2 | 6 | 17 | 26 | 10 |
| 5 | Кладно               | 12 | 4 | 1 | 7 | 24 | 39 | 9  |
| 6 | Чехія Карлін (Прага) | 12 | 4 | 1 | 7 | 23 | 38 | 9  |
| 7 | Краловські Виногради | 12 | 2 | 4 | 6 | 16 | 23 | 8  |

### Статистика виступів
| Воротарі: Франтішек Планічка (8. -17), Йозеф Слоуп-Штаплік (4. -3). Захисники: Еміл Сейферт (11.3), Франтішек Черницький (6), Ян Рейнхардт (5), Зденек Куммерманн (2), Петржик (1). Півзахисники: Йозеф Плетиха (12), Антонін Водічка (8), Карел Чипера (6.1), Франтішек Яловець (5), Йозеф Сухий (4). Нападники: Йозеф Кратохвіл (12.4), Антонін Пуч (11.9), Коломан Бобор (11), Франтішек Свобода (10.5), Їндржих Шолтис (8.4), Карел Бейбл (5), Вацлав Маржик (2.1), Богуміл Йоска (1). Тренер: Джон Вільям Мадден. |

## Середньочеський кубок
1/2 фіналу
- «Славія» (Прага) — «Лібень» (Прага) — 8:2

Фінал 
| 28 квітня 1928 |

| «Славія» (Прага) | 0 — 0 | «Спарта» (Прага) |
| ---------------- | ----- | ---------------- |
|                  |       |                  |

| Прага Глядачів: 25 000 Арбітр: Франтішек Цейнар |

«Славія»: Франтішек Планічка — Еміл Сейферт, Франтішек Черницький — Яловець, Йозеф Плетиха, Карел Чипера — Коломан Бобор, Їндржих Шолтис, Франтішек Свобода, Антонін Пуч, Йозеф Кратохвіл. Тренер: Джон Мадден
Матч був перерваний на 35-й хвилині матчу. Суддя Франтішек Цейнар призначив пенальті за порушення проти Їндржиха Шолтиса з боку Антоніна Пернера. Одинадцятиметровий мав виконувати Франтішек Свобода, але капітан «Спарти» Карел Пешек, на знак протесту проти рішення судді, сів на м'яч і не дозволив здійснити удар. Після чого вивів команду з поля. Незважаючи на високий міжнародний авторитет Цейнара, чеський футбольний союз став на сторону «Спарти» з формулюванням, що арбітр не вжив усіх необхідних заходів для продовження гри, і призначив догравання матчу на липень. Після цього інциденту чехословацькі футбольні арбітри часто бойкотували дербі між «Спартою» і «Славією», через що федерації доводилось запрошувати на матчі суддів з німецької і єврейської футбольних асоціацій, що діяли на території Чехословаччини.
Фінал. Перегравання
| 11 липня 1928 |

| «Славія» (Прага) | 1 — 0 | «Спарта» (Прага) |
| ---------------- | ----- | ---------------- |
| Свобода          |       |                  |

| Прага Глядачів: 15 000 Арбітр: Дубень |

«Славія»: Франтішек Планічка — Еміл Сейферт, Франтішек Черницький — Антонін Водічка, Йозеф Плетиха, Карел Чипера — Коломан Бобор, Їндржих Шолтис, Франтішек Свобода, Антонін Пуч, Йозеф Кратохвіл. Тренер: Джон Мадден

## Кубок Мітропи
| 1/4 перший матч 21.08.1927 | «Славія» (Прага)                                      | 4:0        | «Уйпешт» (Будапешт) | Прага                                                                  |  |
| | 18' Шолтис 32' Кратохвіл 65' (пен.) Свобода 84' Бейбл | (протокол) |                     | Стадіон: Летна/Славія Глядачі: 12 000 Суддя: Ернест Фабріс (Югославія) |  |
| Славія: Планічка — Куммерманн, Сейферт — Черницький, Плетиха(к), Чипера — Бобор, Шолтис, Бейбл, Свобода, Кратохвіл, тренер: Мадден Уйпешт: Бенеда — К.Фогль, Й.Фогль(к) — Й.Віг, Л.Луц, Й.Луц — Штрек, Я.Віг, Явор, Шаллер, Сабо, тренер: Пожоньї |                                                       |            |                     |                                                                        |  |

| 1/4 другий матч 28.08.1927 | «Уйпешт» (Будапешт)           | 2:2 (2:6 заг.) | «Славія» (Прага) | Будапешт                                                         |  |
| | 77' (пен.) 80' (пен.) Й.Фогль | (протокол)     | 68' 82' Пуч      | Стадіон: Мед'єрі Уті Глядачі: 5 000 Суддя: Ойген Браун (Австрія) |  |
| Уйпешт: Бачай — К.Фогль, Й.Фогль(к) — Боршаньї, Л.Луц, Й.Луц — Штрек, Я.Віг, Моравчік, Явор, Сабо, тренер: Пожоньї Славія: Планічка — Куммерманн, Сейферт — Черницький, Плетиха(к), Чипера — Бобор, Шолтис, Бейбл, Кратохвіл, Пуч, тренер: Мадден |                               |                |                  |                                                                  |  |

| 1/2 перший матч 28.09.1927 | «Славія» (Прага)     | 2:2        | «Рапід» (Відень)    | Прага                                                               |  |
| | 9' Кратохвіл 12' Пуч | (протокол) | 58' Хорват 59' Луеф | Стадіон: Летна/Славія Глядачі: 12 000 Суддя: Шандор Біро (Угорщина) |  |
| Славія: Планічка — Куммерманн, Сейферт — Водічка, Плетиха(к), Черницький — Бобор, Свобода, Бейбл, Пуч, Кратохвіл, тренер: Мадден Рапід: Фейгль — Єллінек, Ніч (к) — Ріхтер, Смістик, Мадльмаєр — Веселик, Хорват, Гофманн, Луеф, Весели, тренер: Бауер |                      |            |                     |                                                                     |  |

| 1/2 другий матч 2.10.1927 | «Рапід» (Відень)       | 2:1 (4:3 заг.) | «Славія» (Прага) | Відень                                                            |  |
| | 80' Вондрак 83' Весели | (протокол)     | 41' Пуч          | Стадіон: Гоге Варте Глядачі: 30 000 Суддя: Шандор Біро (Угорщина) |  |
| Рапід: Фейгль — Єллінек, Ніч (к) — Ріхтер, Смістик, Мадльмаєр — Вондрак, Хорват, Кутан, Луеф, Весели, тренер: Бауер. Славія: Планічка — Куммерманн, Сейферт — Черницький, Плетиха(к), Водічка — Бобор, Свобода, Бейбл, Пуч, Кратохвіл, тренер: Мадден. |                        |                |                  |                                                                   |  |

### Статистика виступів
| Воротар: Франтішек Планічка (4). Захисники: Зденек Куммерманн (4), Еміл Сейферт (4). Півзахисники: Франтішек Черницький (4), Йозеф Плетиха (4), Антонін Водічка (2), Карел Чипера (2). Нападники: Йозеф Кратохвіл (4.2), Коломан Бобор (4), Карел Бейбл (4), Антонін Пуч (3.4), Франтішек Свобода (3.1), Їндржих Шолтис (2.1). Тренер: Джон Вільям Мадден. |

## Товариські матчі
| тм 6.05.1928 | Славія (Прага)                               | 5:0        | Вісла (Краків) | Прага                                 |  |
|              | 57' 60' 72' Пуч 87' Сухий 89' (пен.) Сейферт | (протокол) |                | Стадіон: Летна Суддя: Квітек (Польща) |  |
|              |                                              |            |                |                                       |  |

- TORINO — SLAVIA PRAHA 2-2 (1-2)[7]
- 19-5-1928 Praha AC Sparta/SK Slavia-Blackburn Rovers 2-0[8]